# 甲乱記
『甲乱記』（こうらんき）は、日本の歴史書。著者・成立年代は不詳だが、天正10年（1582年）8月とする説がある。全一巻。
内容は天正10年（1582年）の甲斐武田氏の滅亡を記した軍記物語。武田勝頼に対する木曾義昌の謀反から筆を起こし、恵林寺の焼失・織田信長の入甲を持って筆を収めている。

## 成立年代と著者
成立年代は不詳であるが、後述の写本系諸本のうち1904年に佐村八郎が紹介している『甲乱之記』巻末には天正10年（1582年）8月に小田原（神奈川県小田原市）で執筆された記述があるとされるが、現在この写本は所在が確認されず、検証されていない。版本では江戸時代の正保3年（1646年）に開版したと記されており、成立の下限は同年とされる。
著者は不明であるが、正保3年（1646年）武州江戸開版では末尾に武田家臣春日虎綱（高坂昌信）の甥である春日惣次郎によるとされる評語を記している。『国書総目録』では春日惣次郎を著者としている。春日惣次郎は原本が春日虎綱の口述記とされる『甲陽軍鑑』を虎綱の没後に書き継いだ人物とされ、武田氏の滅亡後は佐渡島で『甲陽軍鑑』を書き上げ、天正13年に死去したという。惣次郎の経歴は写本系『甲乱之記』に記される天正10年8月に小田原で執筆と矛盾し、1967年に服部治則は正保版本の評語の記主は惣次郎ではないとしている。また、2013年に丸島和洋は正保版本の刊行時に存命中の著名な武田遺臣である惣次郎の名を記すことで知名度を高めようとした意図を指摘している。

## 諸本
版本を底本とした翻刻に『続群書類従』巻第六百五合戦部、『甲斐志料集成』、『甲斐叢書』、清水茂夫・服部治則校注『武田史料集』などがある。また、『甲乱記』には版本とは内容が異なる写本系の伝本が存在し、色川三中旧蔵本の翻刻に丸島（2013）がある。

## 色川本
色川本『甲乱記』は静嘉堂文庫所蔵。古態を止めた最善本と評価されている。1961年には岩沢愿彦が版本系とは異なる写本が複数存在することを指摘している。色川本は版本系と比較して内容が簡素な記述となっており、岩澤は版本系は和漢の故事や来歴、修飾句などを挿入した増補本で、刊行のため物語性を強化し軍学的評語を付したものとしている。また、丸島は色川本においても和漢の故事を引いた著述が見られることを指摘しているほか、漢字をカタカナに直し振り仮名を付すなど読みやすさを考慮とした加筆修正がなされていることを指摘している。
内容においては天正10年6月の本能寺の変に関する記述において、勝頼を滅ぼした信長が織田信澄・明智光秀に討たれ、さらに信澄・光秀が織田信孝・羽柴秀吉に討たれたとしている。信澄は信長によって殺害された信成（信行）の子で、光秀と共謀した事実はないが、光秀の女婿であったため変への加担を疑われ誅殺された人物で、『甲乱記』では本能寺の変の主体を信澄としている。丸島は『甲乱記』では本能寺の変の一連の経緯を子が親の敵を討つ因果応報譚に基づいた記述であり、版本ではさらに記述が増加しこの点が強化されていることを指摘している。
また、内容も武田氏滅亡の様子を正確に記述し、武田家臣の実名や通称を正確に記述している点も特徴とされ、記主は武田遺臣である可能性も考えられている

## 内容
- 木曽義昌逆心之事
- 勝頼公向木曽出張之事
- 小笠原・下条并下伊那衆逆心之事
- 飯田・大島両城自落之事
- 梅雪斎謀反并勝頼公諏訪被引退事
- 高遠之城没落之事
- 勝頼公新府中被落事
- 小山田出羽守心替并勝頼公最後之事
- 武田相模守最後之事
- 武田一族并家僕之面々生害之事
- 恵林寺災滅并織田信長之事